# Wir bedauern, Ihnen mitteilen zu müssen
Wir bedauern, Ihnen mitteilen zu müssen ist ein US-amerikanischer Dokumentarfilm aus dem Jahr 1998. Der Dokumentarfilm, der sich mit den gefallenen Soldaten des Vietnamkrieges und ihren Hinterbliebenen beschäftigt, wurde 1999 für den Academy Award nominiert.

## Vorgeschichte
Die aus Chicago stammende Bildende Künstlerin Barbara Sonneborn (* 1944) lernte im Alter von 14 Jahren ihren späteren Ehemann Jeff Gurvitz kennen. An ihrem 24. Geburtstag im Jahr 1968 erhielt Sonneborn von der US Army die Nachricht, dass Jeff Gurvitz im Vietnamkrieg getötet worden war. 20 Jahre nach Jeffs Tod beschloss Sonneborn, nach Vietnam zu fahren und einen Film zu drehen.

## Handlung
Der Film zeigt Sonneborn und die vietnamesische Soldatenwitwe Xuan Ngoc Evans auf einer Reise durch Vietnam. Evans erster Mann starb ebenfalls im Vietnamkrieg. In den 1970er Jahren heiratete sie einen Amerikaner und zog in die Vereinigten Staaten. Evans übersetzte für Sonneborn und erzählt ihre eigene Geschichte. Das Ziel der Reise von Sonneborn und Evans ist Khe Sanh, der Ort, wo Jeff Gurvitz starb. Sonneborn zeigt Interviews mit US-amerikanischen und vietnamesischen Frauen, die ihre Männer im Vietnamkrieg verloren haben.

## Auszeichnungen und Nominierungen
- Oscarverleihung 1999: Nominierung als Bester Dokumentarfilm
- Sundance Film Festival 1999
  - Beste Regie – Dokumentarfilm
  - Beste Kamera – Dokumentarfilm
- Independent Spirit Awards 1999: Truer Than Fiction Award